# Zdeněk Böhm
Zdeněk Böhm, né le 3 mars 1957, à Ostrava, en Tchécoslovaquie, est un ancien joueur de basket-ball tchécoslovaque, puis tchèque.

## Palmarès
- Finaliste du championnat d'Europe 1985
- 3e du championnat d'Europe 1981